# Tolumnia haitiensis
Tolumnia haitiensis là một loài thực vật có hoa trong họ Lan. Loài này được (Leonard & Ames) Braem miêu tả khoa học đầu tiên năm 1986.